# Budoia
Budoia (a volte scritto Budoja, Budoie in friulano, Buduoia nella variante locale) è un comune italiano di 2 519 abitanti del Friuli-Venezia Giulia.

## Geografia fisica

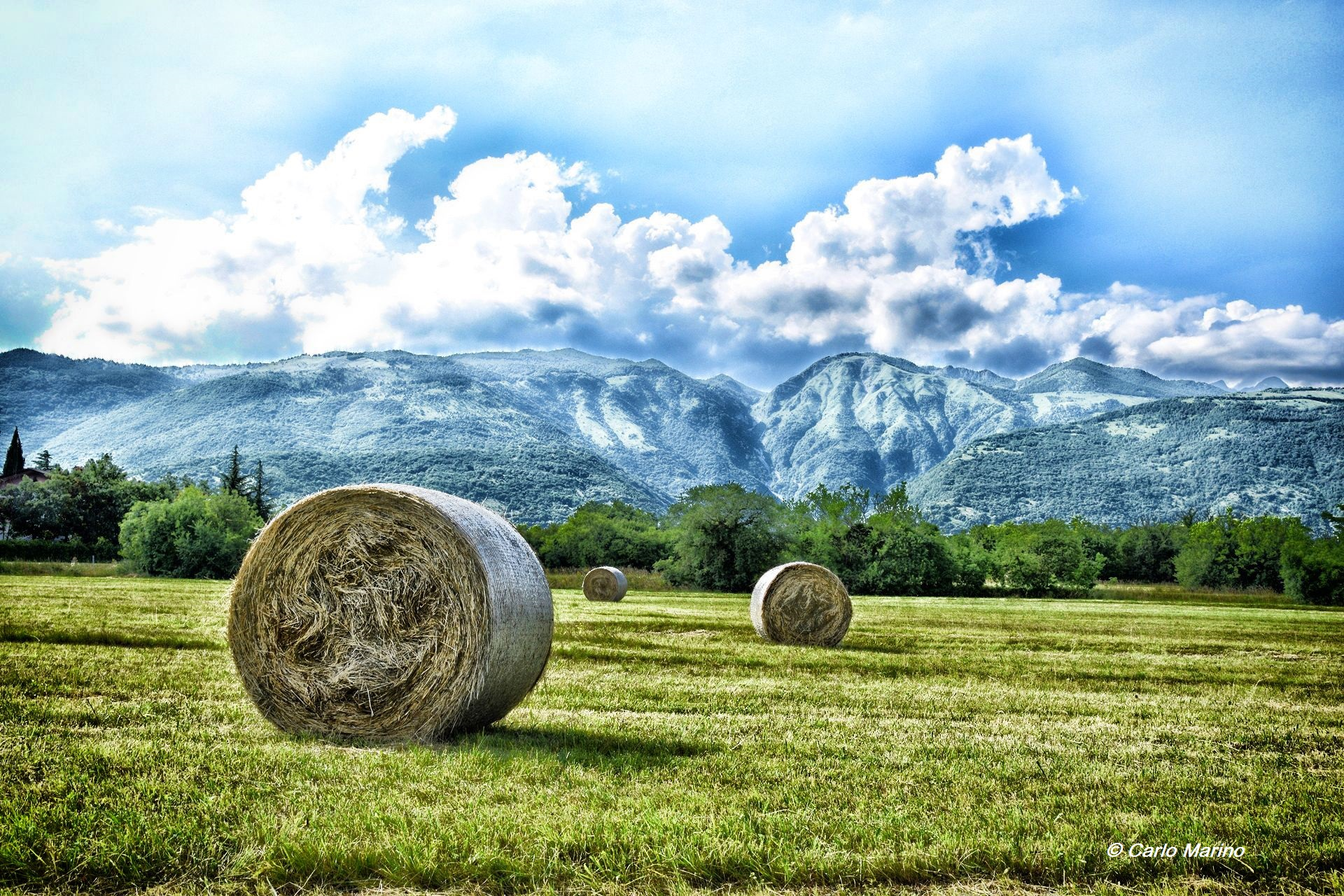
Alveo del torrente Artugna - Budoia

Il comune si trova nella zona collinare ai piedi del massiccio del Monte Cavallo.
È attraversato dal torrente Artugna che è un affluente del fiume Livenza.

## Origini del nome
"Budoia" è un fitotoponimo derivato dal latino *betullea "betulla". La prima citazione, già nella forma odierna, è del 1299.

## Storia
La zona di San Tomé, a nord dell'abitato di Dardago, fu la sede dei primi insediamenti umani della zona. Infatti molti reperti archeologici (punte, raschiatoi, cuspidi di freccia) testimoniano una presenza umana assai remota (Neolitico).
In epoca medievale Budoia si trovò sotto l'influenza dei conti di Polcenigo che detenevano il potere giuridico e fornivano protezione in cambio di tributi. Nel 1419 Budoia si sottomise insieme a Polcenigo alla Repubblica di Venezia.

## Monumenti e luoghi d'interesse

### Architetture religiose
- Chiesa parrocchiale di Santa Maria, di forma neoclassica, conserva l'altare maggiore in marmo e barocco ed un soffitto affrescato da C. Bevilacqua.
- Chiesa di San Tomè.
- Chiesa di Sant'Andrea.
- Chiesetta di Santa Lucia in colle, chiesa del XIV secolo, conserva un affresco del XV secolo di Gianfrancesco da Tolmezzo[10].

### Architetture civili e musei
- Museo del fungo, "il terzo in Italia per ordine e qualità di allestimento"[11].
- Ecomuseo di Budoia, in località Dardago[12].

### Aree naturali
Sono stati allestiti vari itinerari naturalisti da parte del comune e da gruppi di volontari della zona. È stato recuperato e integrato nel sistema ecomuseale un manufatto in pietra chiamato Rujal, che in passato aveva funzione di acquedotto. Il Comune di Budoia ha reso fruibili una serie di sentieri di rilevanza naturalistica, come ad esempio il sentiero naturalistico Gor. Molti di questi percorsi sono integrati nella rete dei sentieri del Club Alpino Italiano. Altri Itinerari degni di nota sono il sentiero di San Tomè, il percorso attorno all'Artugna, l'itinerario dei colli di Santa Lucia.

## Società

### Evoluzione demografica
Abitanti censiti

### Lingue e dialetti
Budoia fa ufficialmente parte dei comuni friulanofoni, tuttavia, trovandosi in prossimità del confine regionale, presenta un dialetto fortemente venetizzato. Negli anni 1960 Giuseppe Francescato vi constatava diverse tipicità friulane, ma il contrasto tra vocali deboli e forti era poco percettibile, mentre risultava del tutto perso l'allungamento fonologico delle vocali.

## Amministrazione
| Periodo | Periodo   | Primo cittadino   | Partito Politico       | Carica  |
| ------- | --------- | ----------------- | ---------------------- | ------- |
| 1995    | 2009      | Antonio Zambon    | coalizione di Sinistra | Sindaco |
| 2009    | 2019      | Roberto De Marchi | Partito Democratico    | Sindaco |
| 2019    | in carica | Ivo Angelin       | Partito Democratico    | Sindaco |

## Cultura

### Eventi
La festa dei funghi e dell'ambiente, organizzata dalla Pro Loco è la manifestazione di maggior richiamo.
Giunta ormai alla 50ª edizione, la festa si svolge annualmente nei due weekend centrali del mese di settembre.
Oltre alla mostra micologica regionale e alla mostra filatelica, la festa ospita convegni, mostre mercato dei prodotti tipici agroalimentari ed artigianali.
La prima domenica si disputa l'Artugna Challenge, gara in mountain bike, mentre nell'ultima domenica la marcia dei funghi fino a 24 km.
Negli ultimi anni la festa dei funghi e dell'ambiente ha inglobato al suo interno altre manifestazioni come mostre fotografiche, esposizione canine, ciclomarcia (in concomitanza con la marcia dei funghi).
Inoltre sono organizzate altre manifestazioni di minor rilievo.

## Geografia antropica

### Frazioni
Il comune riconosce ufficialmente due frazioni oltre al capoluogo:
- Dardago (Dardâc in friulano) è il più alto dei tre paesi del comune, è quello che ha una storia più antica. Sede di una antichissima Pieve (certamente fin dal 1285), fino agli inizi del XX secolo esercitava la sua supremazia ecclesiastica su Budoia e Santa Lucia.
- Santa Lucia (Sante Luzie in friulano standard, Santa Luthia in friulano locale), è il paese più a sud del comune.

Delle località minori si citano San Martin e Fornaci, entrambe caratterizzate da prati, boschi e qualche rara abitazione.